# Ховея
Ховея, или Хауея (лат. Howea; от острова произрастания), — род растений семейства Пальмовые (Arecaceae), эндемично распространённый на острове Лорд-Хау.

## Ботаническое описание
Пальмы средних размеров, однодомные, древовидные. Ствол прямостоячий, голый, с узкими, горизонтальными или косыми листовыми рубцами. Листья перистые; листочки многочисленные.
Соцветия колосовидные. Плоды яйцевидные, иногда слегка ребристые, односемянные, сначала блестящие, тёмно-зелёные, затем становятся матовыми, желтовато-зелёными или красновато-коричневыми. 2n=32.

## Виды
Род включает 2 вида:
- Howea belmoreana (C.Moore & F.Muell.) Becc. — Ховея Бельмора
- Howea forsteriana (F.Muell.) Becc. — Ховея Форстера

Виды рода являются примером симпатрического видообразования.